# Wim Anderiesen junior

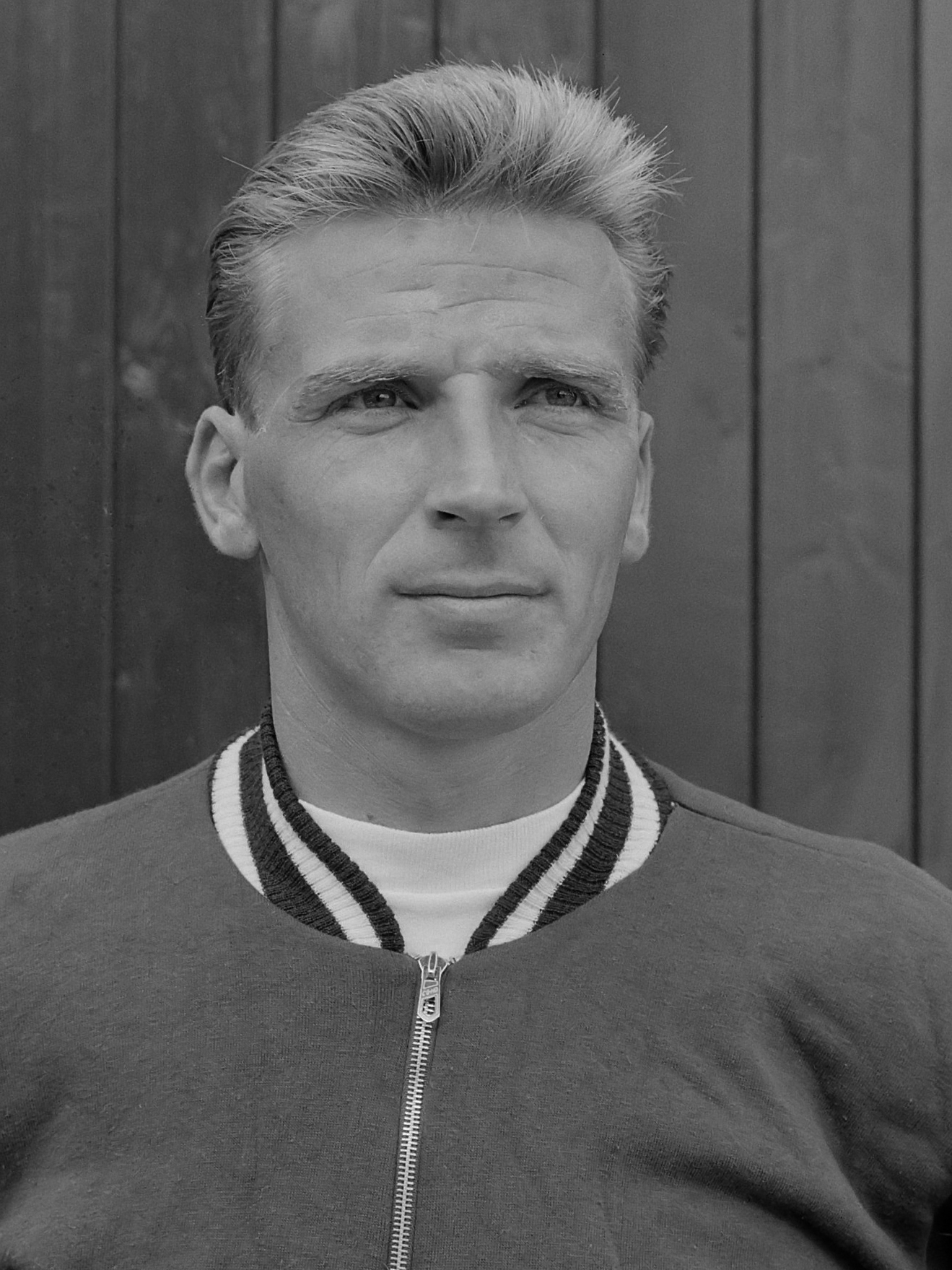
Wim Anderiesen jr. (1964)

Willem „Wim“ Gerardus Anderiesen (* 2. September 1931 in Amsterdam, Nordholland; † 27. Januar 2017 in Heerhugowaard, Nordholland), zur Unterscheidung von seinem gleichnamigen Vater, dem Nationalspieler Wim Anderiesen, meist als Wim Anderiesen jr. bezeichnet, war ein niederländischer Fußballspieler. Der Abwehrspieler wurde mit dem AFC Ajax aus seiner Heimatstadt Amsterdam zweimal niederländischer Meister und gehörte zur Ajax-Elf, die die ersten Spiele im Europapokal der Landesmeister bestritt.

## Karriere
Anderiesen kam im September 1936 zur Welt, als sein Vater bereits 31 (von insgesamt 46) Länderspielen im Oranje-Dress hinter sich hatte. Wie sein Vater war auch sein Onkel Henk Anderiesen in den 1920er und 1930er Jahren Spieler des AFC Ajax gewesen.
Sein Debüt in der ersten Mannschaft von Ajax gab Anderiesen junior am 11. März 1951 in einem Match gegen Heracles Almelo; mehr als zehn Jahre später stand der Mittelläufer am 28. Mai 1961 zum letzten Mal für den Verein auf dem Rasen. In der Saison 1956/57 qualifizierte sich das Team – neben Anderiesen standen Nationalspieler wie Piet van der Kuil, Sjaak Swart und Rinus Michels in der Mannschaft – als Meister für den Europapokal. Im November siegte Ajax mit Anderiesen zweimal gegen SC Wismut Karl-Marx-Stadt, schied aber anschließend im Viertelfinale gegen Vasas Budapest aus. Erneut wurde Ajax Saison 1959/1960 Meister, mit Anderiesen als Mannschaftskapitän. So kam er gegen Fredrikstad FK zu einem weiteren Europapokalspiel. Insgesamt absolvierte er für die Amsterdamer 177 Spiele, in denen er ein Tor erzielte. 1961 verließ er Ajax und spielte anschließend noch einige Jahre bei SHS aus Scheveningen in der Eerste Divisie.
Nach der aktiven Zeit war Anderiesen Trainer von diversen Amateurmannschaften in und um Den Haag.

## Leben
Anderiesen jr. wurde am 7. Mai 1945 bei der Schießerei auf dem Dam durch einen Schuss in den Rücken verletzt.